# Jerzy Swałtek
Jerzy Konrad Swałtek (ur. 14 listopada 1945 w Krakowie, zm. 17 grudnia 2024) – polski architekt wnętrz, profesor, prodziekan WAW ASP w Krakowie (1996–1999).

## Życiorys
W 1971 r. ukończył studia architektury wnętrz w Akademii Sztuk Pięknych im. J. Matejki w Krakowie, w 1997 r. uzyskał tytuł profesora Sztuk plastycznych. Był zatrudniony w Bielskiej Wyższej Szkole im. Józefa Tyszkiewicza w Bielsku-Białej i w Państwowej Akademii Nauk Stosowanych w Przemyślu.

## Odznaczenia
- Złoty Krzyż Zasługi (2010)[5]